# 881 (영화)
881은 싱가포르에서 제작된 로이스톤 탄 감독의 2007년 코미디, 드라마, 뮤지컬 영화이다. 게리 고 등이 제작에 참여하였다.
일본에서 출시된 2번째 싱가포르 영화이다. 대한민국의 부산국제영화제에서 상영되었으며 2007년 방콕세계영화제에 출품되었다.

## 출연
- 여얀얀
- 척옥무